# Алесандро Ла Мармора
Алесандро Фереро дела Мармора, Алесандро дела Мармора или Алесандро Ла Мармора (Alessandro Ferrero della Marmora, Alessandro della Marmora, Alessandro La Marmora; 27 март 1799, Торино, Сардинско кралство, † 7 юни 1855, Кодикой до Балаклава, Руска империя) е италиански генерал и патриот.
Велика фигура на италианското Рисорджименто, той е вдъхновител на създаването на Корпуса на берсалиерите.
Той е брат на други важни генерали от Сардинското кралство и след това от Кралство Италия: Алберто, генерал, натуралист, картограф, археолог и политик, граф и господар на Бориана, Беатино и Пралормо, сенатор на Кралство Италия (1848 – 1863), Карло Емануеле, първи адютант на Карл Алберт Савойски-Каринян и Алфонсо, главнокомандващ в Кримската война, Втората и Третата война за италианска независимост и по-късно премиер.
Изобразен е заедно с майка си и 11 от своите 15 братя и сестри на картината на Пиетро Айрес „Семейство Ла Мармора“ от 1828 г. – една от най-известните картини на Реставрацията в Пиемонт.

## Произход
Произхожда от благородническото семейство Фереро дела Мармора. Той е третородният син на маркиз Челестино Фереро дела Мармора (* 1754, † 1805), съгосподар на Бориана, Беатино и Пралормо, капитан на полка на Ивреа, и на съпругата му графиня Рафаела Арджентерио ди Берзецио (* 1770, † 1828). Негови дядо и баба по бащина линия са Иняцио Фереро дела Мармора и Кристина Сан Мартино д'Алие е ди Сан Джермано, а по майчина – Никола Амедео Арджентеро, маркиз на Берзецио, и Луиза Морозо, сестра на кардинал епископа на Новара. Има 15 братя и сестри:
- Мария Кристина (* 1787, † 1851), съпруга на Енрико Сесел д'Екс
- Полисена (*/† 1789)
- Карло Емануеле (* 1788, † 1855), военен и политик, сенатор на Сардинското кралство (1848 –1854), принц на Масерано (1836 – 1855), маркиз Фереро дела Мармора, съпруг на Мариана Арборио Гатинара Сартирана е Бреме;
- Алберто (* 1789, † 1863), генерал-лейтенант-сенатор на Кралството, геолог и учен – член на Академията на науките в Торино и на Геоложките дружества на Франция, Берлин и Лондон, неженен
- Мария Елизабета (* 1790, † 1871), съпруга на Маурицио Масел ди Казерана
- Киара (* 1791, † 1816)
- Енрикета (* 1793, † 1847), неомъжена
- Микеле (*/† 1794)
- Барбара (* 1795, † 1832), съпруга на Константино Барбавара ди Гравелона
- Джузепа (*/† 1797)
- Едоардо (* 1800, † 1875), военен, камерхер на крал Карл Алберт, неженен
- Фердинандо (* 1802, † 1874), военен, неженен
- Паоло Емилио (* 1803, † 1830), военен, неженен
- Алфонсо (* 1804, † 1878), основател на корпуса на конната батарея „Волоар“, армейски генерал, командир на сардинската армия в Крим, първи лейтенант на краля в Рим през 1870 г., два пъти министър-председател и пет пъти военен министър, рицар на Върховния орден на Пресветото Благовещение, съпруг на англичанката Джована Бърти Матю
- Отавио (* 1806, † 1868), генерален интендант, неженен

## Биография
Алберто Ла Мармора показва неуморен стремеж към знания и нововъведения. Силно отдаден на научните дисциплини, той проучва и усъвършенства нов тип пушка със затворен казенник. След като получава военни повишения и отличия от крал Карл Феликс Савойски, Алберто отделя значително време за изследвания в долините на Биела, където се фокусира върху разработването на нови методи за защита на границите. През този период той предприема пътувания до Франция, Англия, Бавария, Саксония, Швейцария и Тирол, за да изучава оръжията, ордените и институциите на различните армии.
През 1831 г. Ла Мармора формулира първото предложение за формиране на леки войски от третия вид под името „Берсалиери“. Проектът обаче вижда бял свят едва пет години по-късно: всъщност през 1835 г. капитан Ла Мармора представя на крал Карл Алберт Савойски-Каринян своето предложение за формиране на рота от берсалиери и модел на пушка за негова употреба заедно с лейтенант Джузепе Вайра, който е първият, който носи униформата на новия корпус и следователно е запомнен като първия берсалиер. За ролята си в създаването на историческия военен корпус Алесандро е запомнен като велик реформатор на савойската армия, към която самите берсалиери дават огромен принос в първата, втората и третата война за независимост на Рисорджименто.
На следващата година са създадени пехотните роти, наречени Берсалиери, с цел водене на дребномащабни и тормозещи военни действия. На 18 юни 1836 г. кралят създава корпус на берсалиерите в армията. Докато се възстановява от сериозната рана на лицето, получена в битката при Гоито през 1848 г., Ла Мармора написва Временните инструкции за берсалиерите и трактат за стрелба за използване на доброволци. На 27 юли 1848 г. е произведен в генерал-майор, а на 15 февруари 1849 г. е назначен за началник-щаб на армията. На 25 юли 1852 г. той е повишен в генерал-лейтенант, запазвайки позицията инспектор на Берсалиерите. В Генуа, за да се възстанови от падане от кон, през 1852 г. той среща Роза Рокаталята, за която се жени две години по-късно.
През есента на 1854 г. епидемия от холера избухва в Генуа и Алесандро се посвещава на оказването на помощ в болниците; Той също така написа брошура за болестта, озаглавена Cholera Morbus. Въпреки отслабената си физика, на 22 март 1855 г., насърчаван от брат си Алфонсо, пет години по-млад от него, генерал Алесандро Ла Мармора поема командването на втората дивизия на експедиционния корпус в Крим и това е последната му експедиция. Идвайки в Балаклава начело на хората си, подобно на много стрелци, той умира от холера на 7 юни 1855 г., на 56-годишна възраст, в Кадикой, на няколко мили северно от Балаклава. Неговите останки, погребани във военноморското гробище на Балаклава и оставени в Крим за дълго време, почиват от 1911 г. в семейната крипта на базиликата „Сан Себастиано“ в Биела. Паметник и градина наоколо (както и казарма) в Торино, родния му град, носят името му.
|  | Тази страница частично или изцяло представлява превод на страницата Alessandro La Marmora в Уикипедия на италиански. Оригиналният текст, както и този превод, са защитени от Лиценза „Криейтив Комънс – Признание – Споделяне на споделеното“, а за съдържание, създадено преди юни 2009 година – от Лиценза за свободна документация на ГНУ. Прегледайте историята на редакциите на оригиналната страница, както и на преводната страница, за да видите списъка на съавторите. ВАЖНО: Този шаблон се отнася единствено до авторските права върху съдържанието на статията. Добавянето му не отменя изискването да се посочват конкретни източници на твърденията, които да бъдат благонадеждни. |